# Мертсен
Мертсен (фр. Mertzen) — коммуна на северо-востоке Франции в регионе Гранд-Эст (бывший Эльзас — Шампань — Арденны — Лотарингия), департамент Верхний Рейн, округ Альткирш, кантон Мазво. До марта 2015 года коммуна административно входила в состав упразднённого кантона Ирсенг (округ Альткирш).
Площадь коммуны — 2,01 км², население — 205 человек (2006) с тенденцией к росту: 222 человека (2012), плотность населения — 110,5 чел/км².

## Население
Численность населения коммуны в 2011 году составляла 217 человек, а в 2012 году — 222 человека.
| 1962 | 1968 | 1975 | 1982 | 1990 | 1999 | 2006 | 2008 | 2011 | 2012 |
| ---- | ---- | ---- | ---- | ---- | ---- | ---- | ---- | ---- | ---- |
| 154  | 168  | 170  | 185  | 185  | 189  | 205  | 209  | 217  | 222  |

Динамика населения:

## Экономика
В 2010 году из 141 человек трудоспособного возраста (от 15 до 64 лет) 110 были экономически активными, 31 — неактивными (показатель активности 78,0 %, в 1999 году — 76,2 %). Из 110 активных трудоспособных жителей работали 106 человек (60 мужчин и 46 женщин), 4 числились безработными (1 мужчина и 3 женщины). Среди 31 трудоспособных неактивных граждан 9 были учениками либо студентами, 13 — пенсионерами, а ещё 9 — были неактивны в силу других причин.
На протяжении 2011 года в коммуне числилось 91 облагаемое налогом домохозяйство, в котором проживало 214,5 человек. При этом медиана доходов составила 21039 евро на одного налогоплательщика.

## Достопримечательности (фотогалерея)

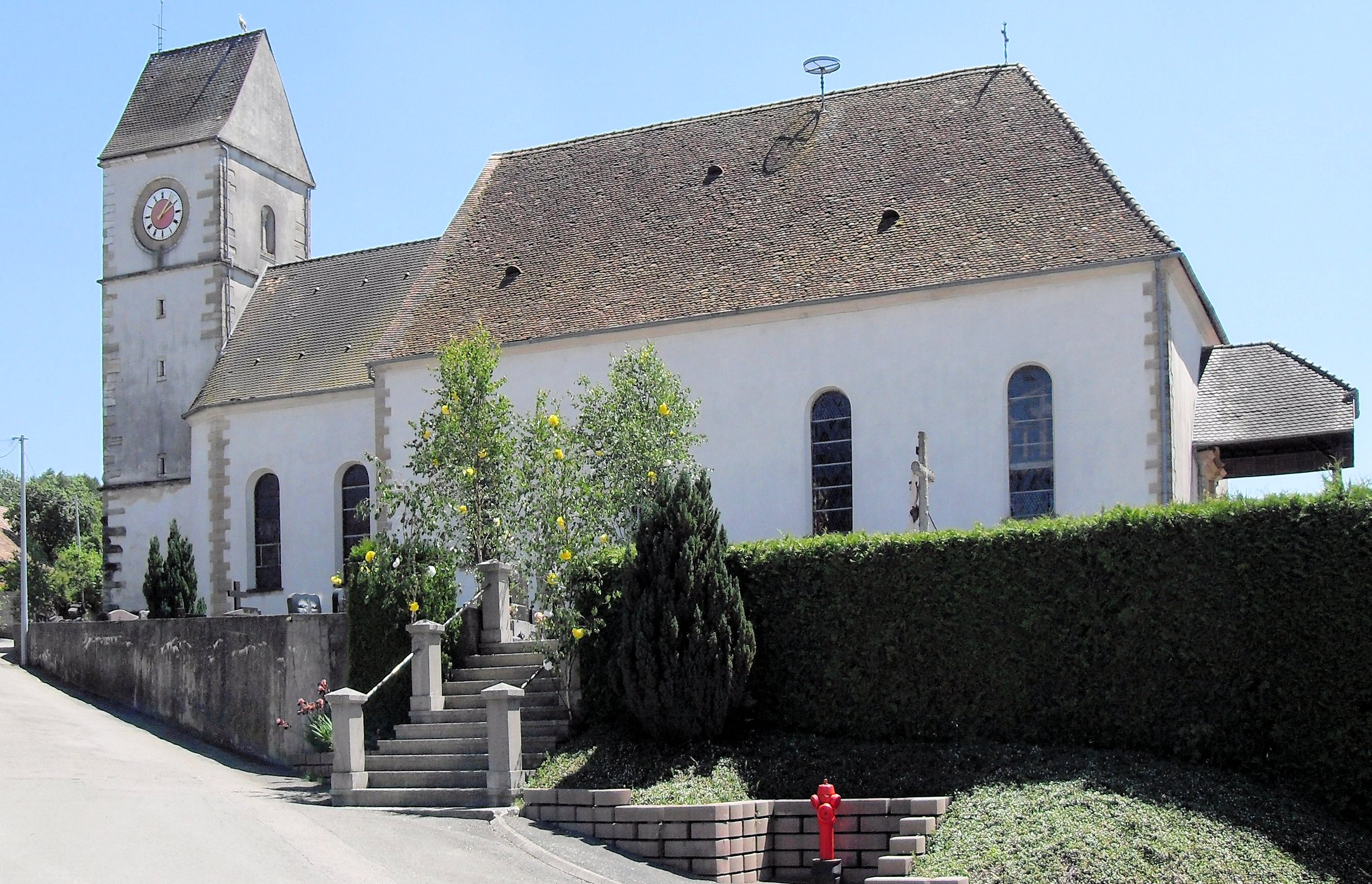
Церковь Сент-Морис
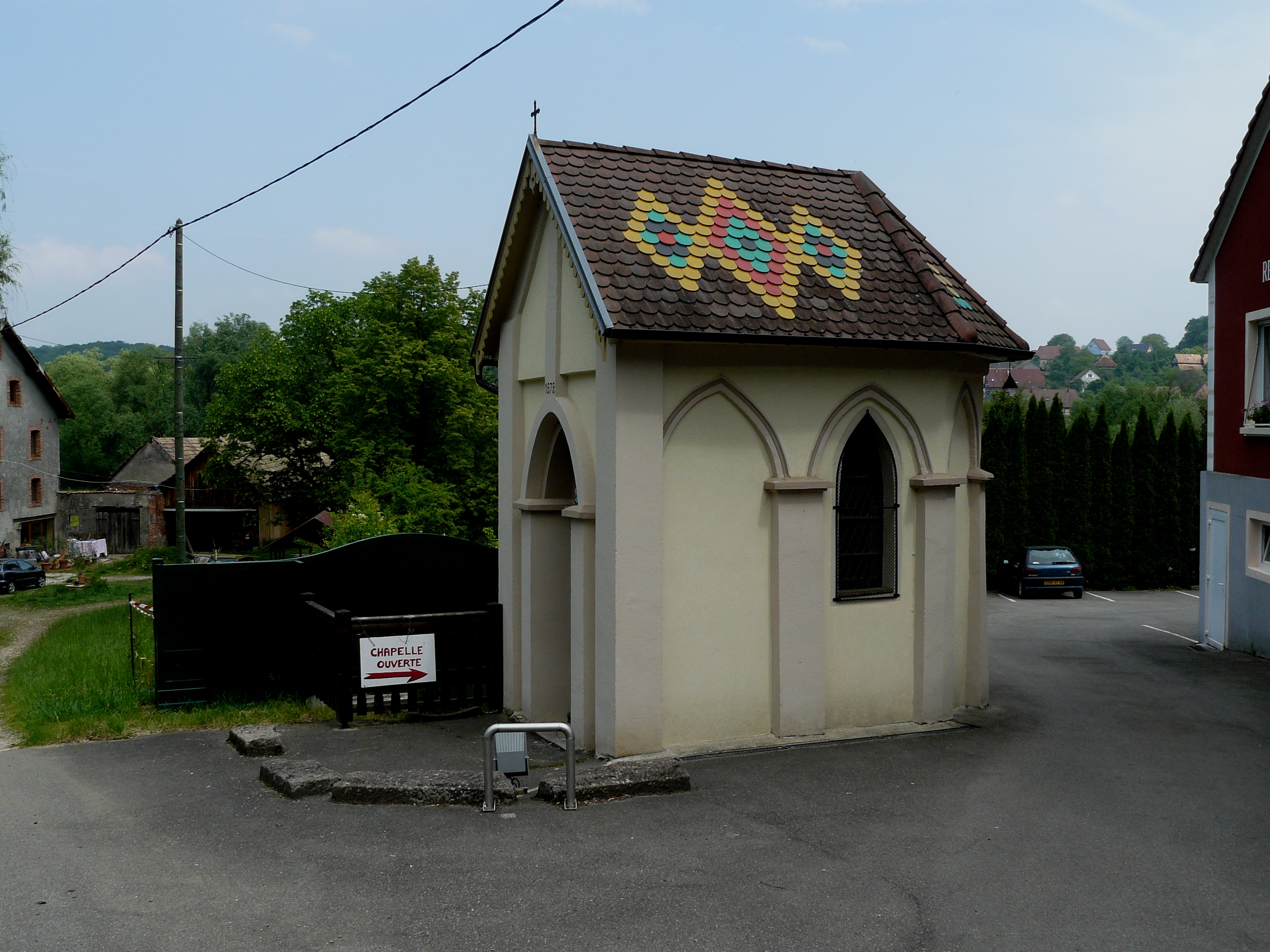
Часовня
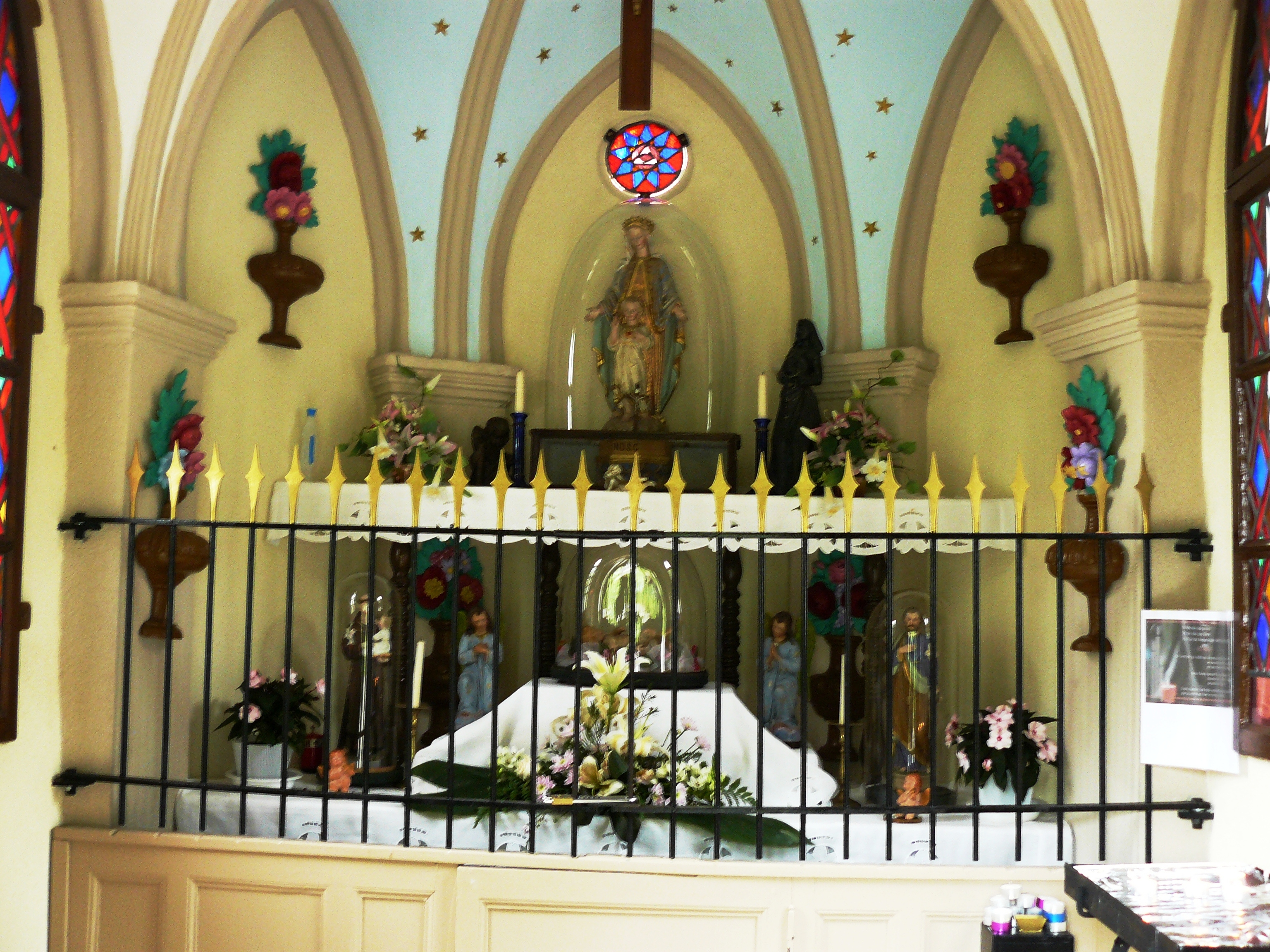
Интерьер часовни